# 内定向
内定向的目的是将相片纠正到相片坐标，通常方法是相片的周边有一系列的框标点，通常有4个或8个，它们的相片坐标是事先经过严格校正过的，利用这些点构成一个仿射变换的模型（或多项式），把象素纠正到相片坐标系。通过这一步基本上消除了相片因扫描、压平等因素导致的变形。
- 内定向技术中基于微机的框标自动识别 （页面存档备份，存于）